# Margarita Bofarull Buñuel
Margarita Bofarull Buñuel   (Barcelona, 2 de febrer de 1961) és una religiosa del Sagrat Cor i metgessa. Des del 2022 és membre del Consell Directiu de la Pontifícia Acadèmia per a la Vida del Vaticà. És una de les poques persones catalanes que treballen a la cúria vaticana. També és presidenta del Patronat de l'Institut Borja de Bioètica de la Universitat Ramon Llull i professora de l'Ateneu Universitari Sant Pacià.
Es va llicenciar en Medicina i Cirurgia per la UB el 1985. Va treballar en ambulatoris i hospitals de Barcelona i Ayaviri, a l'altiplà andí del Perú. Es va llicenciar en Teologia per la Facultat de Teologia de Catalunya el 1994. Va ser provincial del seu orde religiós entre 2005 i 2011; i vicepresidenta de la Confer, que representa totes les persones religioses catòliques d'Espanya, entre 2009 i 2013.
El 2018 l'arquebisbe Joan Josep Omella la va nomenar delegada de fe i cultura amb la voluntat simplificar l'organització de l'arquebisbat amb el nomenament de tretze laics al capdavant de trenta secretariats o comissions. Membre de la Pontifícia Acadèmia per a la Vida des del 2013, va passar a ser-ne membre ordinària el 12 de febrer del 2021 i el 15 d'octubre del 2022 el Papa Francesc la va incorporar al Consell Directiu de l'organisme.